# Power Pack
Power Pack es un equipo de superhéroes formado por cuatro hermanos pequeños que aparecen en los cómics estadounidenses publicados por Marvel Comics. Creados por la escritora Louise Simonson y la artista June Brigman, aparecieron por primera vez en su propia serie en 1984, que duró 62 números, y desde entonces han aparecido en otros libros. Power Pack es el primer equipo de superhéroes preadolescentes en el Universo Marvel y el primer equipo de héroes en los cómics que presenta personajes de esa edad que operan sin la supervisión de un adulto. En 2005, el título se relanzó como una serie dirigida a lectores más jóvenes, aunque finalmente se declaró una continuidad separada de la serie original y la corriente principal del Universo Marvel.
El equipo está formado por cuatro hermanos: Alex Power, Julie Power, Jack Power y Katie Power. El alienígena moribundo llamado Whitey, un científico de la raza Kymellian, transfiere uno de sus cuatro superpoderes a cada uno de los niños Power para que puedan salvar su planeta de los conquistadores alienígenas conocidos como los Snarks. Los niños se unen como el equipo de superhéroes Power Pack. Junto con la lucha contra extraterrestres y supervillanos, las historias del equipo eran conocidas por centrarse en debates morales y problemas sociales como el abuso infantil, la falta de vivienda, el abuso de drogas, la intimidación y la ética del uso excesivo o letal de la fuerza en combate.

## Historial de publicaciones

### Serie original
A principios de la década de 1980, Marvel Comics tenía la política de que todos sus editores también deberían ser escritores. Se animó a Louise Simonson a pensar en una serie que pudiera escribir y, finalmente, presentó a un equipo de hermanos preadolescentes con superpoderes llamado Power Pack. Simonson explicó más tarde:

Me había resistido al estímulo de Shooter de escribir cosas o hacer cosas independientes porque pensaba que tenía escritores cuyo sustento dependía de que hicieran libros y no se sentía justo quitarles el trabajo. yo tenía un trabajo Pero luego, Shooter contrató a un lote completo de nuevos editores y mi carga de trabajo se redujo a la mitad. Me aburrí y pensé que debería crear algo en lugar de tomar uno de los trabajos que ya estaban allí, así que le propuse la idea de "Power Pack" a Shooter. Eventualmente le encantó la idea, y ese fue mi gusto por escribir. Lo encontré más desafiante que editar y mucho más divertido, porque había estado editando durante mucho tiempo, así que creo que se me hizo demasiado fácil.

Simonson eligió a June Brigman como dibujante de Power Pack debido a su talento para dibujar niños. La serie Power Pack se estrenó en mayo de 1984 (fecha de portada agosto de 1984) en una edición de doble tamaño entintada por Bob Wiacek. La serie continuó en 1991, tiempo durante el cual Brigman y Wiacek fueron reemplazados por Jon Bogdanove y Hilary Barta como artistas principales. La columna de letras de Power Pack, titulada "Pick of the Pack", imprimió dibujos y bromas sobre los personajes enviados por los lectores, una práctica inusual para un título de Marvel.
En la primera historia de la serie, el alienígena Kymellian conocido como Whitey es herido de muerte por los villanos alienígenas conocidos como Snarks. Le da a los cuatro niños Power sus poderes antes de morir. Su poder de control de masas va a Jack, su energía y poder de desintegración van a Katie, su habilidad para volar va a Julie y su control sobre la gravedad va a Alex. En el número 25, los poderes del equipo se roban temporalmente, luego se devuelven pero se reorganizan. Debido a este "cambio de poder", cada niño del Power Pack ahora tiene una habilidad ejercida por uno de sus hermanos, lo que lleva a un cambio en los nombres en clave. Los niños del Power Pack finalmente cambiaron sus disfraces para que coincidieran con sus nuevos poderes en el número 47. En el número 52, se produjo otra reorganización de poderes y nombres en clave.
A diferencia de los superhéroes como Spider-Man o Batman, que quedaron huérfanos, agentes libres o adolescentes a los que se les confiaba que estuvieran solos sin supervisión, Power Pack estaba formado por hermanos preadolescentes que tenían una relación cercana entre sí, así como sus padres solidarios Jim y Maggie Power. Al principio de la serie, los niños decidieron ocultar sus poderes y actividades de superhéroes a sus padres, creyendo que les causaría estrés y preocupación. Esta decisión condujo a varios compromisos morales y sentimientos de culpa para los miembros del Power Pack cada vez que tenían que mentir a amigos y familiares o permitir que ocurrieran daños porque ayudar podría significar revelar sus habilidades. La cuestión de si los poderes deberían revelarse o no también fue una fuente constante de debate entre los niños. Los lectores de Power Pack también discutieron el asunto en las páginas de cartas de la serie. Durante la historia de Jon Bogdanove "La venganza del hombre del saco", que sirvió como enlace para el crossover Inferno, los padres descubren que sus hijos son superhéroes. En un epílogo de la historia, la escritora Julianna Jones describió a Jim y Maggie Power tan abrumados por la situación que sufren cada vez más crisis psicológicas y se convencen de que no son padres aptos para superhéroes. Para ayudar a la familia Power, el equipo de Nuevos Mutantes convence a Jim y Maggie Power de que fueron engañados y que sus hijos nunca fueron superhéroes. Esto restauró el statu quo de la identidad secreta y llevó a Power Pack a mantener sus vidas heroicas en secreto nuevamente.
A pesar de que los personajes de Power Pack son niños, la serie a menudo trata temas maduros. Muchos de los problemas sociales de la década de 1980 se abrieron paso en las tramas del libro. Entre los temas abordados estaban la contaminación, el abuso de drogas, fugitivos, secuestro, violencia armada, intimidación, orfandad, y falta de vivienda. Las historias mostraban regularmente a los niños Power aprendiendo y debatiendo cómo usar sus poderes potencialmente letales de manera responsable, a menudo solos pero a veces con la guía de héroes mayores como Spider-Man. En uno de los primeros números, Jack se sintió atormentado por el remordimiento cuando pensó que había matado a un hombre. En un arco de la historia posterior, Katie hiere gravemente a un príncipe Snark llamado Jakal, lo que le causa una inmensa culpa y la lleva a llamarse a sí misma un "monstruo".
A medida que avanzaba la serie, se mostró que los niños envejecían y maduraban lentamente. En el número 1, Alex tiene 12 años, Julie tiene 10, Jack tiene 8 y Katie tiene 5. En el número 45, Julie se gradúa de la escuela primaria con honores en inglés y la historia dice que se unirá Alex en la escuela 44 (una escuela secundaria real que existe en la ciudad de Nueva York).
El mismo año que debutó Power Pack, el equipo apareció junto a Spider-Man en un cómic especial diseñado para hablar sobre los niños víctimas de abuso sexual. El número de una sola vez, escrito por Louise Simonson, se distribuyó de forma gratuita y se reimprimió en las secciones de historietas de muchos periódicos importantes. Marvel continuó la campaña presentando a los personajes en anuncios impresos de servicio público. Más tarde ese mismo año, los escritores utilizaron la historia de Snark Wars (en la que los niños son secuestrados por la malvada raza alienígena Snark) para abordar el tema del secuestro de niños. Durante la misma historia, se imprimieron fotos de niños desaparecidos en lugar de la columna de letras regulares del cómic. En 1989, el Power Pack se asoció con Cloak y Dagger en una novela gráfica especial que aborda la falta de vivienda y los fugitivos de adolescentes. Los números de teléfono de la línea directa de Covenant House estaban impresos en la contraportada.
Junto con Spider-Man y el dúo de Cloak y Dagger, Power Pack se encontró con frecuencia con miembros de los X-Men y Nuevos Mutantes. En el número 16, conocieron a Franklin Richards (hijo de Mr. Fantástico y Mujer Invisible de Los 4 Fantásticos), y en el número 17, Franklin se convirtió en miembro a tiempo parcial de Power Pack. Se unió a muchas otras aventuras, ocasionalmente se quedó con la familia Power durante días en un momento en que su propia familia estaba en aventuras.
Comenzando con el número 34, la serie Power Pack rotaba escritores regularmente. Simonson escribió los números 35, 37 y 39–40, mientras que John Bogdanove escribió el número 36, los números 42–43 y los números 47–52. Howard Mackie escribió el número 34, Julianna Jones escribió los números 38 y 44–45, Steven Heyer escribió el número 41, Terry Austin escribió los números 46 y 53, Judy Bogdanove escribió el número 54 y Dwayne McDuffie escribió el número 55. Durante los números finales de Jon Bogdanove, Franklin Richards regresó como miembro habitual del equipo.
Otros cambios involucraron a Alex Power mutando a una apariencia Kymellian sin explicación, lo que lo obligó a esconderse de su novia Allison (quien pronto sale con otra persona), así como de la vida pública. [ cita requerida ] La serie fue cancelada con el número 62. El último número, impreso en el cuarto trimestre de 1990 (tapa con fecha de febrero de 1991), mostraba al equipo y sus padres viajando juntos al espacio.
Un año después de la cancelación de la serie original, los creadores Louise Simonson y June Brigman se unieron para el número único Power Pack Holiday Special (publicado en el cuarto trimestre de 1991, con fecha de portada de febrero de 1992). El cómic de una sola vez resolvió el suspenso en el que había terminado la serie, restauró los poderes originales de los miembros del Power Pack y deshizo algunos de los cambios en los personajes realizados durante la ejecución por Michael Higgins y Tom Morgan. Power Pack Holiday Special también incluyó una historia corta de comedia que involucraba un estilo artístico que evocaba a Calvin y Hobbes, y una historia corta que mostraba a una Julie adolescente mayor lidiando con problemas de romance y autoestima.
Las historias de Power Pack fue reimprimida por Marvel UK a partir de 1986. En ese momento, Marvel UK tenía la práctica de utilizar una serie menos conocida como historia secundaria en un cómic dedicado a personajes más reconocibles, y Power Pack se convirtió en la "strip" de respaldo en una serie con licencia de Marvel Star Wars semanalmente El retorno del Jedi. Durante este período, se imprimió en parte en blanco y negro y en parte en color, al igual que la tira principal de Star Wars. Power Pack posteriormente se convirtió en la tira de respaldo para el cómic de los ThunderCats del Reino Unido, donde permaneció hasta su eventual reemplazo por la serie Galaxy Rangers.

### Miniserie de 2000
Una miniserie de cuatro partes de Power Pack publicada en 2000 mostraba a los niños ahora un poco mayores que cuando habían estado por última vez en el Power Pack Holiday Special de 1991. Katie ahora estaba en quinto grado (habiéndose saltado dos grados debido a su inteligencia), Jack se había unido a Julie en la escuela secundaria y Alex ahora era un adolescente en la escuela secundaria. James y Maggie, los padres de los niños, ahora sabían que sus hijos también eran los héroes de Power Pack y lo aceptaron. Los niños Power ahora usaban máscaras cuando estaban disfrazados y sus actividades de superhéroes se restringían en gran medida a "sesiones de práctica" en el bosque alrededor de su nuevo hogar en Bainbridge Island, a diez millas (16 km) de Seattle. La serie enfrentó una vez más a la manada contra la reina Mauraud y los Snarks.

### Regreso del Power Pack
Joe Quesada anunció en una columna de New Joe Fridays en Newsarama que Power Pack regresaría al Universo Marvel a fines de 2007, después de los eventos de Civil War. Sin embargo, debido a los diversos retrasos en los calendarios de envío de lanzamiento de Marvel Comics, estos planes se suspendieron. Se encargó una nueva historia de Power Pack para el Marvel Holiday Special de 2007, que habría sido el primer material original con el elenco completo en el Universo Marvel estándar desde la miniserie de 2000. Se resumió brevemente como "Power Pack revive las vacaciones pasadas" en las solicitudes oficiales de Marvel, pero la historia se eliminó de la publicación en el último minuto, cuando se decidió priorizar el título recientemente cancelado The Loners, que presentaba a Julie Power entre su elenco. Una historia de Loners escrita por C. B. Cebulski se publicó en lugar de la historia de Power Pack, aunque la información oficial de solicitud todavía enumeraba la historia y la descripción de Power Pack.
Tres de los hermanos Power, Alex, Jack y Katie, aparecen en Fantastic Four #574 (2010) como invitados a celebrar el cumpleaños de Franklin Richards. Todos fueron representados como solo un poco mayores de lo que habían sido en la miniserie de 2000, con Alex todavía un adolescente. Durante la historia, Alex fue invitado a unirse a la Future Foundation de Reed Richards. Luego hizo apariciones frecuentes en la serie Fantastic Four.
En 2020, una serie limitada de 5 números escrita por Ryan North e ilustrada por Nico Leon comenzó a publicarse como parte del evento Marvel's Outlawed.

## Historia ficticia del equipo

### En el principio
Alex (12 años), Julie (10), Jack (8), y Katie Power (5) eran niños estadounidenses normales y brillantes que vivían con sus padres frente a la casa de playa en Virginia. Su padre, el Dr. James Power, fue un físico brillante que descubrió un proceso para generar energía a partir de antimateria con la ayuda de un convertidor, del cual hizo un prototipo. Sin embargo, varias razas alienígenas sabían que el proceso provocaba reacciones en cadena y destruía planetas, y el conocimiento del proceso por parte del Dr. Power fue descubierto por Aelfyre "Whitey" Whitemane, miembro de la raza Kymellian, que se asemejan a los caballos humanoides. Un accidente similar destruyó el planeta natal de los kymelianos.
Whitey trató de detener el experimento advirtiendo a los Poderosos, pero sus enemigos, los reptiles Snarks, lo hirieron de muerte en el proceso. Los Snarks secuestraron al Dr. Power y a su esposa, Margaret, con la esperanza de obtener el secreto de la antimateria. Whitey rescató a los niños Power y les contó lo que estaba pasando. Antes de morir, él les pasó sus poderes para completar su misión.
Los niños, con la ayuda de "Smartship" de Whitey, una nave sintiencia llamada Friday, lograron detener la prueba de antimateria robando y destruyendo el convertidor y rescatando a sus padres de los Snarks. Decidieron seguir siendo superhéroes y ocultar sus poderes a sus padres. Alex tomó el nombre en clave Gee, Julie se convirtió en Lightspeed, Jack se convirtió en Mass Master y Katie se convirtió en Energizer. Ellos llevaban trajes hechos para ellos por Friday, que en realidad eran trajes espaciales kymelianos. Los disfraces, que fueron construidos con moléculas inestables y almacenados en 'Otro lugar', podrían materializarse y desaparecer con un comando de voz.
Después de rescatar a sus padres, toda la familia se muda a la ciudad de Nueva York, donde el equipo intentó lidiar con los "problemas de los niños" normales, como matones y dientes flojos, mientras luchaba contra algunos de los villanos más letales del Universo Marvel. Los Pack luchó contra el villano Kurse en dos ocasiones durante Secret Wars II. También estuvieron muy involucrados en los eventos de las historias de Fall of the Mutants e Inferno. Durante la Masacre Mutante, descendieron a las alcantarillas y lucharon contra Sabretooth.
Los dos mayores enemigos de la Manada durante la serie original fueron los Snarks y Carmody/The Bogeyman. Los Snarks generalmente intentaron secuestrar a los niños Power y robarles sus poderes. Carmody, el antiguo empleador de James Power, vio a los niños Power cuando robaron el convertidor de antimateria al comienzo de la serie y se obsesionaron con la venganza. Al principio, trató de trabajar con agencias gubernamentales para demostrar que los poderes eran mutantes. Más tarde, él mismo se convirtió en un supervillano, asumiendo la identidad del Bogeyman. Después de ser arrojado al Limbo por Magik de los Nuevos Mutantes, regresó en forma demoníaca y casi mata a toda la familia Power antes de finalmente suicidarse.
Power Pack unió fuerzas con Cloak y Dagger, los X-Men y los Nuevos Mutantes en numerosas ocasiones.
El equipo se esforzó mucho por ocultar sus habilidades sobrehumanas a su familia y amigos "normales". Sin embargo, durante Inferno, cuando se enfrentaron al demoníaco Carmody, los niños se vieron obligados a revelar sus poderes para salvar a sus padres. El descubrimiento llevó a Jim y Maggie a sufrir crisis nerviosas. Fueron restaurados a la normalidad gracias a los esfuerzos combinados de Mirage y Gosamyr, quien los convenció de que los niños superpoderosos eran clones creados para protegerlos de Carmody y que los Nuevos Mutantes se los habían llevado y custodiado a los niños "reales" Power, que no tenían poder, hasta que Carmody fue derrotado. Esta explicación aplacó a sus padres y, una vez que se reunieron con sus hijos "normales", sus mentes se curaron. Los "clones", que habían sido generados por Mirage, luego fueron eliminados, haciendo que el secreto de los niños estuviera a salvo una vez más. Este "encubrimiento" resultó ser impopular entre los lectores y fue muy criticado en la columna de cartas del cómic.  
Otro miembro ocasional del equipo fue Franklin Richards, el hijo de Mister Fantástico y la Mujer Invisible, que se hacía llamar Tattletale mientras se aventuraba. James y Margaret Power conocieron a Franklin después de los eventos de las Guerras Snark, y se hicieron amigos de Reed y Sue Richards cuando Franklin regresó a la Mansión de los Vengadores. Posteriormente, a menudo se invitaba a Franklin a quedarse con la familia Power mientras sus padres estaban en misiones. Aunque Franklin era miembro del grupo, Los 4 Fantásticos no tenía conocimiento de Power Pack hasta el final de la serie; en cambio, pensaron en los niños Power simplemente como "amigos de Franklin".

### Fin de la serie
Algún tiempo después, Alex se transformó en Kymellian y Margaret Power comenzó a perder la cabeza. La familia Power buscó ayuda para Margaret y Alex en varios lugares, comenzando por el laboratorio de Reed Richards, pero sus esfuerzos fueron interrumpidos por el Fantasma Rojo y sus súper simios.
La familia Power viajó al Reino Unido para tratar de encontrar ayuda para Margaret y Alex, pero el instituto fue invadido por Pesadilla y se encontraron con Excalibur. Después de eso, los Power visitaron el Caribe. Los niños planeaban disfrutar del sol y la arena mientras su padre consultaba con sus colegas, pero se encontraron frente a lo que parecía ser un ataque alienígena en la playa donde se estaban relajando.
La familia decidió abandonar Nueva York y volar con Friday a New Kymellia para buscar ayuda para Alex y su madre.
Tanto Alex como sus padres habían sido reemplazados por dobles de "pseudoplasma" por un tecnócrata kymeliano renegado y su aliado, el exiliado Maraud (llamado Meraud en esta historia). El verdadero Alex y sus padres estaban cautivos en el satélite oculto de Technocrat que orbitaba Nueva Kymellia. Finalmente, los otros hermanos Power se enteraron de la verdad y rescataron a su familia, cambiando de poder varias veces según fuera necesario, y apenas escapando del satélite antes de que fuera destruida por Maraud.
Después de recuperarse en New Kymellia, la familia Power regresó a Nueva York el viernes. Cada uno de los niños volvió a estar en posesión de su poder original, y sus padres desconocían los poderes de sus hijos y la existencia de Power Pack.

## Post-serie

### Alex, Nuevos Guerreros y Future Foundation
Los Kymellians le habían dado a Alex la capacidad de absorber los poderes de sus hermanos en sí mismo y así usarlos todos. Con estos poderes, se unió al grupo de superhéroes Nuevos Guerreros bajo el nombre de Powerpax, más tarde Powerhouse. Esto causó algunas fricciones con el hermano y las hermanas de Alex; incluso sus padres notaron los elevados niveles de hostilidad y obligaron a los niños a ver a un psicólogo. Alex finalmente devolvió los poderes de los demás; los cuatro volvieron a sus nombres originales (excepto Alex, que se nombró a sí mismo Zero-G y Julie, que ahora se llamaba Starstreak, el nombre que Katie había elegido cuando tenía los poderes de Julie). Speedball más tarde trató de reclutar a Alex de nuevo en los Nuevos Guerreros. Alex se negó cortésmente, citando los conflictos que causaría su membresía entre sus hermanos, aunque Katie ofreció sus servicios, para disgusto de Speedball.
En algún momento fuera de cualquier historia publicada, sus padres descubrieron que los niños tenían superpoderes y eran superhéroes activos. No se ha explicado por qué los padres de Power Pack ahora podrían retener esta información sin sufrir trauma mental y locura, gracias a la manipulación telepática de Byrel Whitemane que previamente se había establecido como imposible de eludir.
Después de los eventos de la miniserie de 2000, Julie dejó la casa familiar en circunstancias no reveladas para intentar convertirse en actriz en Los Ángeles. A pesar de la salida de Julie de Power Pack, el equipo derrota a Gran Rueda. Más tarde, se ve a Katie disfrazada después de haber golpeado a varios agentes de A.I.M. hasta dejarlos inconscientes, cuando Hombre Plano y Portero le ofrecieron ser miembro de los Vengadores de los Grandes Lagos, pero ella se negó, y Power Pack lucha contra Grizzly en Nueva Jersey, un avistamiento que se utiliza como su coartada contra los cargos de que robó el Madison Square Garden.
Durante el evento de la Guerra Civil de Marvel, el nombre en clave de Alex, Powerhouse, fue mencionado brevemente por Hindsight Lad, un excompañero de equipo responsable de revelar las identidades secretas de muchos Nuevos Guerreros. Alex es uno de los 142 superhéroes registrados que aparecen en la portada del cómic Avengers: The Initiative #1.
Más tarde se unió al proyecto Future Foundation de Reed Richards, que permitió a los niños superdotados que vivían en el Edificio Baxter trazar el panorama para su generación.

### Julie, Excelsior/Loners, Avengers Academy y Future Foundation
Algún tiempo después de los eventos de la miniserie de 2000, Julie Power concluyó que las aventuras la habían privado de una infancia normal. Abandonó la escuela secundaria, dejó a su familia y se mudó a Los Ángeles para convertirse en actriz. Ella se unió a Excelsior, un grupo de apoyo para "ex" superhéroes adolescentes, donde una vez más se la conoce como Lightspeed. La primera misión de Excelsior fue devolver a los miembros de Runaways a la casa de acogida de la que los niños se habían fugado y terminó con Excelsior luchando contra Ultron. Aunque no se los ve en el panel, luego se establece que Excelsior pasó varios meses intentando recuperar el elenco infantil de los Runaways, pero se ve frustrado constantemente por ser ineficaz, verse obligado a limpiar después de las hazañas de lucha contra el crimen de los Runaways, y en ocasión simplemente siendo burlado por los Runaways.
Todos los Loners están registrados bajo la Ley de Registro de Superhumanos, pero se consideran retirados de los superhéroes cuando no están luchando contra amenazas de superpoderes u operando en público como superhéroes que intentan capturar niños fugitivos con superpoderes. Sin embargo, Julie luego le dice al resto del grupo que no está registrada. Si bien es menos inteligente y elocuente de lo establecido anteriormente, Julie revela en Loners # 4 que esto es simplemente una afectación que adopta en beneficio de los demás: finge ser una "rubia tonta" para encajar con Los Angelinos. Anteriormente se había establecido que Julie es pelirroja, su cabello "rubio" es el resultado del uso de tonos claros en la producción del arte del cómic para reflejar el clima más brillante de la costa oeste.
El grupo de apoyo de los Loners se ha mudado a la ciudad de Nueva York, donde presumiblemente se ve a Julie, aunque no se la nombra, en reuniones recientes. Al igual que con la reubicación repentina del elenco a Los Ángeles desde Nueva York entre la cancelación de su serie y el comienzo del volumen 2 de Runaways, la mudanza no se explica.
Julie fue vista entre los otros jóvenes superhéroes que llegaron al nuevo campus de la Academia Vengadores, donde ella asiste a clases como asistente de maestra, bajo la tutela de Quicksilver.
Algún tiempo después de que Julie terminara la relación con Karolina Dean, ella estaba lidiando con su depresión y abandonando la universidad; cuando Alex y Hombre Dragón aparecieron en su apartamento y la reclutaron en una misión de rescate para ayudar a salvar la Fundación. Posteriormente, se unió al equipo como maestra y colíder de la FF.

## Miembros
Los hermanos Power han cambiado de poder en varias ocasiones y son el núcleo de los Pack.
| Nombre real                           | Nombre clave                                                 | Historial de nombres en clave (asociado Power)                                                                                                 | Notas |
| ------------------------------------- | ------------------------------------------------------------ | --- | --- |
| Alex Power                            | Zero-G                                                       | Gee (gravedad), Destroyer (energía), Mass Master (densidad), Powerpax/Powerhouse (gravedad, energía, densidad, aceleración), Zero-G (gravedad) | Alex fue brevemente miembro de los Nuevos Guerreros. Actualmente es miembro de la Future Foundation. Se reúne con sus hermanos nuevamente como Power Pack. |
| Julie Power                           | Lightspeed                                                   | Lightspeed (aceleración), Molécula (densidad), Starstreak (aceleración, teletransportación)                                                    | Su rastro de vuelo es similar al arcoíris, pero presenta solo los colores primarios sustractivos amarillo, magenta y cian. Actualmente asiste a clases en la Academia Vengadores. Recientemente se unió a Future Foundation, y junto con Alex y sus otros hermanos para reformar Power Pack. |
| Jack Power                            | Mass Master                                                  | Mass Master (densidad), Counterweight (gravedad), Destroyer (energía)                                                                          | |
| Katie Power                           | Energizer                                                    | Energizer (energía), Starstreak (aceleración), Counterweight (gravedad)                                                                        | |
| Franklin Richards (miembro honorario) | Anteriormente Tattletale, más tarde conocido como Powerhouse | Precognición, proyección astral, telepatía limitada                                                                                            | El se unió oficialmente a Power Pack en el n.° 17 y no ha sido un miembro activo desde el final del volumen 1 de Power Pack. Actualmente es miembro de Future Foundation. Hijo de Reed Richards (Mr. Fantástico) y Susan Storm/Richards (Mujer Invisible) de los Cuatro Fantásticos.         |
| Kofi Whitemane                        |                                                              | Teletransportación, proyección de energía, alteración de la gravedad, curación, proyección de campos de fuerza, manipulación del aire.         | Miembro no oficial. Kofi es un joven kymeliano y primo de Whitey que hizo su aparición más reciente en la miniserie 2000 Power Pack. |
| Friday                                |                                                              | Motor warp, vuelo, supercomputadora, campo de fuerza                                                                                           | El Smartship Friday es una nave estelar inteligente. |

## Otras versiones

### Era de Apocalipsis
Durante la Era de Apocalipsis, los niños Power habían sido capturados y utilizados por Bestia en sus espantosos experimentos que terminaron con la fusión de los cuatro hermanos. Posteriormente ellos fueron disecados, y mantenidos sellados en tubos contenedores en su laboratorio secreto en Yucatán.

### Miniserie para todas las edades
Una nueva miniserie de Power Pack debutó en 2005. Escrita por Marc Sumerak y dibujada a lápiz por Gurihiru Studios, en su mayoría ignoró la continuidad anterior de Power Pack y estaba dirigida a niños pequeños. Marvel luego notó que estas historias tienen lugar en la Tierra-5631 a diferencia de la continuidad principal establecida de Marvel de la Tierra-616. Aunque la serie inicial de cuatro números no se publicó bajo el sello Marvel Age debido a decisiones editoriales, más tarde se reimprimió en formato de resumen bajo el lema Marvel Age. Cada uno de estos primeros cuatro números se centró en uno de los niños Power y sus respectivos problemas para equilibrar el secreto de sus poderes con las exigencias de su vida diaria.
Una segunda miniserie de Power Pack del mismo equipo creativo, X-Men & Power Pack, debutó en octubre de 2005. La serie fue protagonizada por varios miembros y villanos de los cómics de X-Men, incluidos Cyclops, Wolverine, Sabretooth, Beast, Mystique, Nightcrawler, y Mr. Siniestro y sus Merodeadores. El Circo del Crimen también hace acto de presencia.
Una tercera miniserie de Power Pack, titulada Avengers & Power Pack: ¡Assemble! debutó en abril de 2006. Esta serie unió al Pack con varios miembros de Los Vengadores: Capitán América, Iron Man, Spider-Man y Spider-Woman. Los números 3 y 4 fueron una aventura en dos partes en la que la Manada y los Vengadores lucharon contra Kang el Conquistador, aunque la trama de conquista de este último que culmina en estos dos volúmenes abarca toda la miniserie.
Una cuarta miniserie de Power Pack, titulada Spider-Man & Power Pack, debutó en noviembre de 2006. La serie presentaba a Spider-Man y parte de su galería de pícaros, como Buitre, Hombre de Arena y Venom. La miniserie incluía dos tramas secundarias: en una, Spider-Man se redujo en edad y se unió temporalmente a los hermanos Power; el segundo involucró al grupo que se asoció con Spidey para capturar los trajes del simbionte Venom que habían estado tomando el control de varias mujeres, incluida Mary Jane Watson, durante la primera parte, y luego Katie en la segunda parte.
Una quinta miniserie de Power Pack, Hulk & Power Pack, debutó en marzo de 2007, luego de los eventos de las miniseries Spider-Man y Power Pack. La serie involucró a Hulk y sus enemigos, el Hombre Absorbente,  Abominación y Zzzax. La miniserie fue dibujada por David Williams (excepto el número 3, que fue dibujado por Andy Kuhn).
Una sexta miniserie de Power Pack, Fantastic Four & Power Pack, debutó en julio de 2007, coprotagonizada por Fantastic Four, que hizo una aparición anterior en el número 3 de la primera miniserie de Power Pack. Gurihiru Studios regresó por la obra de arte; sin embargo, Fred Van Lente reemplazó a Mark Sumerak como escritor. La serie enfrentó a los Pack contra los enemigos de los Cuatro Fantásticos y también presentó a Franklin Richards, quien, como Tattletale, era miembro de Power Pack en el regular Universo Marvel.
Una séptima miniserie de Power Pack, Iron Man & Power Pack, debutó en noviembre de 2007, coprotagonizada por Iron Man, quien había aparecido previamente en la miniserie Avengers & Power Pack: ¡Assemble!. La serie fue escrita por Marc Sumerak y la obra de arte fue de Marcelo Diachara. Los oponentes incluyen al Amo de las Marionetas, Fantasma, Ventisca, Speed Demon y Ultimo. James Rhodes y Pepper Potts también tienen apariciones especiales.
Una octava miniserie de Power Pack, titulada Power Pack: Day One, debutó en marzo de 2008. La serie, que contó con el mismo equipo creativo que Fantastic Four & Power Pack (Fred Van Lente y Gurihiru), se centró en los orígenes del equipo y la incorporación. de su nuevo miembro, Franklin Richards. Se acredita que esta serie está "basada en" la historia de origen de la serie de 1984 de Louise Simonson y June Brigman, aunque tiene un tono más claro, tiene un número de páginas más corto y cambia algunos elementos de la trama. La serie también incluyó información científica de respaldo sobre los aspectos físicos de los poderes de los hermanos, con obras de arte de Colleen Coover.
Una novena serie, Skrulls vs Power Pack, hizo su debut en julio de 2008. La historia involucró a Power Pack encontrándose con los alienígenas Skrulls. Esta miniserie también presentó al Kymellian Kofi Whitemane a esta continuidad. El equipo creativo fue Fred Van Lente como escritor y Cory Hamscher como artista. Gurihiru proporcionó las portadas y los colores.
Una décima miniserie, Wolverine and Power Pack, hizo su debut en noviembre de 2008. Wolverine había aparecido previamente en las miniseries X-Men y Power Pack . La serie reunió al equipo creativo original de Marc Sumerak y Gurihiru. Logan y los cuatro niños se enfrentaron a Sauron, se enfrentaron a la Sala de Peligro y defendieron la escuela Xavier contra los Centinelas, robots gigantes programados para el genocidio anti-mutante. Dado que los hermanos Power no son en realidad mutantes, su intervención fue decisiva en el resultado de la última batalla. Logan y Power Pack tienen aventuras juntos en la ciudad de Nueva York del siglo XIX y en el Tokio del siglo XX.
Una undécima miniserie de Power Pack comenzó en abril de 2010, con Thor apareciendo y coprotagonizando, llamada Thor And The Warriors Four. El equipo creativo es el escritor Alex Zalben y las ilustraciones una vez más de Gurihiru. Thor y los niños Power se enfrentan a un complot malvado de Loki mientras intentan salvar a la abuela de Powers. Los puntos altos incluyen a Alex empuñando a Mjolnir, Beta Ray Bill y los otros Asgardianos convirtiéndose en niños, una aparición especial de Mandíbulas y las Mascotas de los Vengadores, y el Dr. Donald Blake haciendo puré de manzana. La serie también contiene una aventura de respaldo de Hércules que cuenta la historia de sus Doce Trabajos mientras cuida a los Pack.

### Mini Marvels
En un corto de Mini Marvels, Spider-Man es contratado para cuidar a los niños pequeños Power.

### House of M
Alex y Julie aparecen en House of M: Avengers #3 como miembros de una pandilla superpoderosa llamada Wolfpack, la versión de House of M de Nuevos Guerreros.

### Marvel 2099
En la línea de tiempo alternativa de Marvel 2099, Julie, Jack y Kate aparecen como adultos, aparentemente habiendo envejecido a un ritmo muy reducido como resultado de sus poderes. El CEO de Alchemax, J. Jonah Jameson, los contrata para acabar con el Capitán América 2099 y Spider-Man 2099. Finalmente, se revela que en realidad son Skrulls a quienes les han lavado el cerebro para que crean que ellos son Power Pack.

### Marvel Zombies
Los niños Power zombificados aparecen en Marvel Zombies Vs. Army of the Darkness #3. Ellos entran en conflicto con Nextwave, que no han sido infectados en ese momento, pero son enviados sin piedad fuera del panel momentos después. Una explosión los mata violentamente a todos menos a Alex, que aparece en Marvel Zombies Halloween con otros zombis que atacan a Kitty Pryde y su hijo Peter.

### MC2
Katie, conocida como Kate, aparece en los números 2 a 5 de A-Next. Durante una conversación con Sueño Americano, ella indica que algo trágico le sucedió a uno de sus hermanos, pero los detalles de la situación siguen sin estar claros.

### Visiones Milenarias
En la historia "Power Pack: Comenzando de nuevo" dentro del cómic de una sola vez Millennial Visions de Marvel de 2001, el equipo se representa como un grupo de adultos que van desde 25 (Katie) a 32 (Alex). En este universo alternativo, los hermanos se separaron después de que sus padres fueran asesinados por activistas antimutantes y llevaran vidas dispares hasta que Julie los reúne para enfrentar un nuevo ataque de Snark.

### Nuevos Mutantes
En una edición de Nuevos Mutantes, Katie aparece en un futuro distópico gobernado por Sunspot. Ella tiene todos los poderes de sus hermanos, explicando que esto se debe a que fueron asesinados hace algún tiempo. Ella lucha por los derechos de los humanos oprimidos y ayuda a los miembros perdidos en el tiempo de los Nuevos Mutantes a encontrar el camino a casa.

### Renueva tus votos
Los hermanos aparecen en la miniserie Spider-Man: Renew Your Vows como compañeros de escuela de la hija de Peter Parker, Annie. Se ven obligados a esconderse cuando se descubre que tienen habilidades sobrehumanas y son acogidos por S.H.I.E.L.D.

### Fuerza-X
Una joven llamada Francine Power aparece en un futuro alternativo en X-Force Annual #1, operando bajo el nombre de Powerpax. Ella tiene todos los poderes de los diversos miembros de Power Pack y usa un traje similar al que usó más tarde Alex Power en las páginas de New Warriors.

## Ediciones recopiladas
| Título                                      | Material recogido | Formato             | Fecha de publicación | ISBN                                |
| ------------------------------------------- | --- | ------------------- | -------------------- | ----------------------------------- |
| Power Pack Origin Album                     | Power Pack (1984) #1–4 | TPB                 | Mayo 1988            | 978-0871353856                      |
| Power Pack Classic volume 1                 | Power Pack (1984) #1–10 | TPB                 | Julio 2009           | 978-0785137900                      |
| Power Pack Classic volume 2                 | Power Pack (1984) #11–17; Uncanny X-Men #195; Power Pack & Cloak and Dagger: Shelter from the Storm | TPB                 | Mayo 2010            | 978-0785145929                      |
| Power Pack Classic volume 3                 | Power Pack (1984) #18–26; Thor #363 | TPB                 | Marzo 2011           | 978-0785153054                      |
| Power Pack Classic Omnibus                  | Power Pack (1984) #1–36; Uncanny X-Men #195, 205; Thor #363; X-Factor Annual 2; Power Pack & Cloak and Dagger: Shelter from the Storm; material from Strange Tales (1987) #13–14 | Oversized hardcover | Marzo 2020           | 978-1302923679                      |
| Power Pack Classic Omnibus volume 2         | Power Pack (1984) #37–62; Excalibur (1988) #29; Power Pack Holiday Special (1992) #1; Power Pack (2000) #1-4; Fantastic Four (1998) #574; FF (2011) #15; Power Pack (2017) #63; Power Pack: Grow Up (2019) #1; material from Marvel Super Heroes (1990) #6; Marvel Fanfare (1982) #55 | Oversized hardcover | Junio 2021           | 978-1302930363                      |
| Secret Wars II Omnibus                      | Power Pack (1984) #18; Secret Wars II #1–9; Uncanny X-Men #198, #202–203; New Mutants #30, #36–37; Captain America #308; Iron Man #197; Fantastic Four #282, #285, #288, #316–319; Web of Spider-Man #6; Amazing Spider-Man #268, #273–274; Daredevil #223; Incredible Hulk #312; Avengers #260–261 and #265–266; Dazzler #40; Alpha Flight #28; Thing #30; Doctor Strange #74; Cloak and Dagger #4; Thor #363; Power Man and Iron Fist #121; Peter Parker, the Spectacular Spider-Man #111; Defenders #152; Quasar #8 | Oversized hardcover | Mayo 2009            | 978-0785131113                      |
| Essential X-Men volume 6                    | Power Pack (1984) #27; X-Men #199–213, Annual #9; New Mutants #46, Special Edition #1; X-Factor #9–11; Thor #373–374 | TPB                 | Septiembre 2005      | 0-7851-1727-X                       |
| Essential X-Factor volume 1                 | Power Pack (1984) #27; Avengers #262; Fantastic Four #286; X-Factor #1–16, Annual #1; Thor #373–374 | TPB                 | Noviembre 2005       | 0-7851-1886-1                       |
| X-Men: Mutant Massacre                      | Power Pack (1984) #27; Uncanny X-Men #210–214; New Mutants #46; X-Factor #9–11; Thor #373–374; Daredevil #238 | TPB                 | Enero 2010           | 0-7851-3805-6                       |
| X-Men: Fall of the Mutants Omnibus          | Power Pack (1984) #35; Uncanny X-Men #220–227; New Mutants (1983) #55–61; X-Factor (1986) #19–26; Captain America (1968) #339; Daredevil(1964) #252; Fantastic Four (1961) #312; Incredible Hulk (1968) #340 | Oversized hardcover | Octubre 2011         | 978-0-7851-5822-6                   |
| X-Men: Inferno Crossovers Omnibus           | Power Pack (1984) #40, 42–44; Avengers #298–300; Fantastic Four #322–324; Amazing Spider-Man #311–313; Spectacular Spider-Man #146–148; Web of Spider-Man #47–48; Daredevil #262–263, 265; Excalibur #6–7; Cloak & Dagger #4 | Oversized hardcover | Septiembre 2010      | 978-0785146711                      |
| Acts of Vengeance Crossovers Omnibus        | Power Pack (1984) #53; Uncanny X-Men #256–258; Fantastic Four #334–336; Wolverine #19–20; Dr. Strange, Sorcerer Supreme #11–13; Incredible Hulk #363; Punisher #28–29; Punisher War Journal #12–13; Marc Spector: Moon Knight #8–10; Daredevil #275–276; Alpha Flight #79–80; New Mutants #84–86; X-Factor #49–50; Damage Control #1–4; and Web of Spider-Man #64–65 | Oversized hardcover | Agosto 2011          | 978-0-7851-4488-5                   |
| Power Pack: Pack Attack!                    | Power Pack (2005) #1–4 | Digest TPB          | 2005                 | 0-7851-1736-9                       |
| X-Men/Power Pack                            | X-Men/Power Pack #1–4 | Digest TPB          | 2006                 | 0-7851-1955-8                       |
| Avengers/Power Pack: Assemble!              | Avengers/Power Pack: Assemble! #1–4 | Digest TPB          | 2006                 | 0-7851-2155-2                       |
| Spider-Man/Power Pack: Big-City Superheroes | Spider-Man/Power Pack #1–4 | Digest TPB          | 2007                 | 0-7851-2357-1                       |
| Hulk/Power Pack: Pack Smash                 | Hulk/Power Pack #1–4 | Digest TPB          | 2007                 | 0-7851-2490-X                       |
| Fantastic Four and Power Pack: Favorite Son | Fantastic Four and Power Pack #1–4 | Digest TPB          | 2008                 | 978-0-7851-2491-7                   |
| Iron Man/Power Pack: Armored and Dangerous  | Iron Man/Power Pack #1–4 | Digest TPB          | 2008                 | 978-0-7851-2830-4                   |
| Power Pack: Day One                         | Power Pack: Day One #1–4 | Digest TPB          | 2008                 | 978-0-7851-3007-9                   |
| Wolverine/Power Pack: The Wild Pack         | Wolverine/Power Pack #1–4 | Digest TPB          | 2009                 | 978-0-7851-2831-1                   |
| Skrulls Vs. Power Pack                      | Skrulls Vs. Power Pack #1–4 | Digest TPB          | 2009                 | 978-0-7851-3285-1                   |
| Thor and the Warriors Four                  | Thor and the Warriors Four #1–4 | Digest TPB          | 2010                 | 978-0-7851-4120-4                   |
| Power Pack: Powers That Be                  | Power Pack (2020) #1–5 | TPB                 | Junio 2021           | 978-1-3029-2436-2 978-1-3029-2436-2 |

Power Pack Classic volume 4 (ISBN 978-0785162629) estaba programado para ser lanzado en marzo de 2013, pero fue cancelado. Habría contenido Power Pack (1984) #27–36 y material de Strange Tales (1987) #13–14.

## En otros medios

### Piloto TV

#### Trama
La película comienza con una narración de una entidad invisible (probablemente la versión de esta realidad de Aelfyre Whitemane), que afirma que, tras muchos viajes por el universo, ha llegado el momento de transmitir sus poderes. Elige a los cuatro hermanos del Poder.
Tras mudarse a un nuevo barrio, la familia Power está ocupada desempacando y preparándose para su primer día de clases. Jack Power encuentra el libro de ciencias de su hermano, Alex Power, debajo de su acuario. Alex manipula la gravedad para conseguir su libro. Julie Power limpia su habitación con supervelocidad. Jack pierde su retenedor en el fregadero y se encoge para recuperarlo. El Dr. James "Jim" Power encuentra a su hijo en el fregadero. Katie Power observa a sus vecinos jugar con una pelota de playa, echando de menos su casa junto a la playa. Julie le promete que harán muchos amigos nuevos. Jim reúne a sus hijos para hablar de sus poderes.
Durante una clase de física, Alex explica perfectamente la ley de gravitación universal de Newton. Julie hace una nueva amiga y acuerdan pasar el rato en una bolera cercana, a pesar de que debe ayudar a su familia a deshacer las maletas al mismo tiempo. Jack encuentra dos amigos y deciden explorar la casa encantada del Dr. Mobius después de la escuela. La compañera de clase de Alex, Tina Calloway, encuentra a Alex pasando la mayor parte de su hora de almuerzo leyendo en el auditorio. Intercambian números de teléfono para poder ayudarse mutuamente con los deberes de ciencias.
Jack y sus dos amigos se cuelan en la mansión del Dr. Mobius. Jack roba un medallón de la mansión. Julie utiliza su supervelocidad para ir a pasar el rato con sus nuevos amigos a la bolera. El espíritu del Dr. Mobius ronda la casa de los Power. Jack, Alex y Katie devuelven el medallón a la mansión embrujada mientras Julie desempaca en su casa. Los vecinos que Katie vio al principio de la película la invitan a jugar y Tina llama a Alex para que la ayude con un proyecto de ciencias.

#### Elenco
- Nathaniel Moreau como Alex Power
- Margot Finley como Julie Power
- Bradley Machry como Jack Power
- Jacelyn Holmes como Katie Power
- Jonathan Whittaker como Dr. James Power
- Cheryl Wilson como Margaret Power
- Daniel DeSanto como Eddie
- Christian Masten como Harlan
- Rachel Wilson como Tina
- Charlene DiPardo como Rhonda
- Greg Swanson como Dr. Mobius

#### Producción
Tras la cancelación del cómic original, Paragon Entertainment Corporation y New World Television desarrollaron Power Pack en un programa de acción en vivo para el bloque Saturday Morning Kids de NBC. Si bien se realizó un episodio piloto, la serie pasó y luego fue retomada por Fox, que decidió transmitirla como un especial del sábado por la mañana, el 28 de septiembre de 1991, en lugar de ordenar una serie completa. Posteriormente, el piloto de 27 minutos se emitió varias veces en Fox Kids durante la temporada baja. Se hicieron modificaciones menores al concepto para el piloto, que van desde que los padres de los niños son conscientes de sus habilidades sobrehumanas, el poder de aceleración de Julie se altera hasta que ella puede moverse a una velocidad sobrehumana, sin la capacidad de volar, y el aspecto de "nube". de la eliminación del poder de densidad de Jack; solo pudo encogerse de tamaño. Los niños no se disfrazaron.

### Otras apariciones en televisión
- Los cuatro miembros de Power Pack (Alex, Julie, Jack y Katie) tienen cameos junto a Franklin Richards en el episodio de The Super Hero Squad Show, "Support Your Local Sky-Father!".
- El nombre Power Pack se menciona en el episodio de Ultimate Spider-Man, "Blade and the Howling Commandos". Spider-Man mencionó el nombre como uno de los "peces gordos" en la comunidad de superhéroes.

### Cine
En 2000, Marvel Entertainment celebró un acuerdo de empresa conjunta con Artisan Entertainment para convertir al menos 15 franquicias de superhéroes de Marvel en películas de acción real, series de televisión, películas directas a video y proyectos de Internet. Estas 15 franquicias incluyeron una adaptación de Power Pack. En septiembre de 2017, Marvel Studios reveló planes para introducir Power Pack en Marvel Cinematic Universe con su propia película en desarrollo. Jonathan Schwartz, productor ejecutivo de Guardianes de la Galaxia vol. 2, supervisará el proyecto, y la trama se describe como "una historia similar a Spy Kids".